# カライム語
カライム語（カライムご、Karaim）とは、ヘブライ語の影響下に成立した、北西語群に属するテュルク諸語の一つである。

## 概説
Lewis et al. (2015)とHammarström et al (2016)とでは下位分類の内訳に違いが見られるが、カラチャイ・バルカル語、クムク語、クリムチャク語の3言語と近い関係にあるとされている点は共通している。
ヘブライ語の影響下に成立したドイツ語の一種であるイディッシュ語や、ヘブライ語の影響下に成立したスペイン語の一種であるラディーノ語の、いわばトルコ語版といえる。
カライム語はリトアニアやクリミアやウクライナのカライ派ユダヤ教徒（クリミア・カライム人）が話す言語だが、現存する話者は非常に少ない。クリミアのカライム語話者はユダヤ教に改宗したとされるハザールの末裔である、とする議論があるが、未だ定説には至っていない。
カライム語のリトアニア方言は、主にトラカイ（別名トロキ）の小さなユダヤ教徒コミュニティで話されている。トラカイはかつてリトアニアの首都であった。この町のユダヤ教徒は、1397年から1398年にかけて、ヴィタウタス大公によって城の防衛のために連れて来られた歴史がある。この町ではカライム語を観光の目玉として公的に支援しているため、カライム語が生き残る可能性が期待されている。